# アレキサンドリア物語 (小説)
『アレキサンドリア物語』（アレキサンドリアものがたり）は、山崎晴哉による日本のライトノベル。イラストは姫野美智が担当する。集英社文庫コバルトシリーズ（集英社）より1989年6月から1991年7月まで刊行された。
その後、集英社文庫コバルトシリーズ→コバルト文庫（同）にて『新・アレキサンドリア物語』のタイトルで1991年11月から1992年4月まで刊行された。イラストは細村誠が担当する。

## 登場人物
アシラス
大商人イスペロに育てられたとされる13歳の少年。野性的な面を見せる。「神の子」のことがある。
クレオパトラ
プトレマイオス朝の王女。
マルタ
ブラック・ピューマ
プトレマイオス12世
カエサル

## 既刊一覧
- 山崎晴哉（著） / 姫野美智（イラスト） 『アレキサンドリア物語』 集英社〈集英社文庫コバルトシリーズ〉、全9巻
  1. 「バラと剣」1989年6月10日第1刷発行、ISBN 4-08-611301-5
  2. 「砂漠のライオン」1989年9月10日第1刷発行、ISBN 4-08-611332-5
  3. 「風の王宮」1989年12月10日第1刷発行、ISBN 4-08-611363-5
  4. 「ナイルの恋」1990年2月10日第1刷発行、ISBN 4-08-611383-X
  5. 「月下の抱擁」1990年4月30日第1刷発行、ISBN 4-08-611415-1
  6. 「セラピス・愛の炎」1990年8月10日第1刷発行、ISBN 4-08-611444-5
  7. 「王子誕生」1990年11月10日第1刷発行、ISBN 4-08-611475-5
  8. 「カエサル暗殺」1991年2月10日第1刷発行、ISBN 4-08-611504-2
  9. 「恋の嵐」1991年7月10日第1刷発行、ISBN 4-08-611552-2
- 山崎晴哉（著） / 細村誠（イラスト） 『新・アレキサンドリア物語』 集英社〈集英社文庫コバルトシリーズ→コバルト文庫〉、全2巻
  1. 「神の子たちの旅立ち」1991年11月10日第1刷発行、ISBN 4-08-611585-9
  2. 「愛と死・霧の招待状」1992年4月10日第1刷発行、ISBN 4-08-611640-5